# クリス・クロフォード

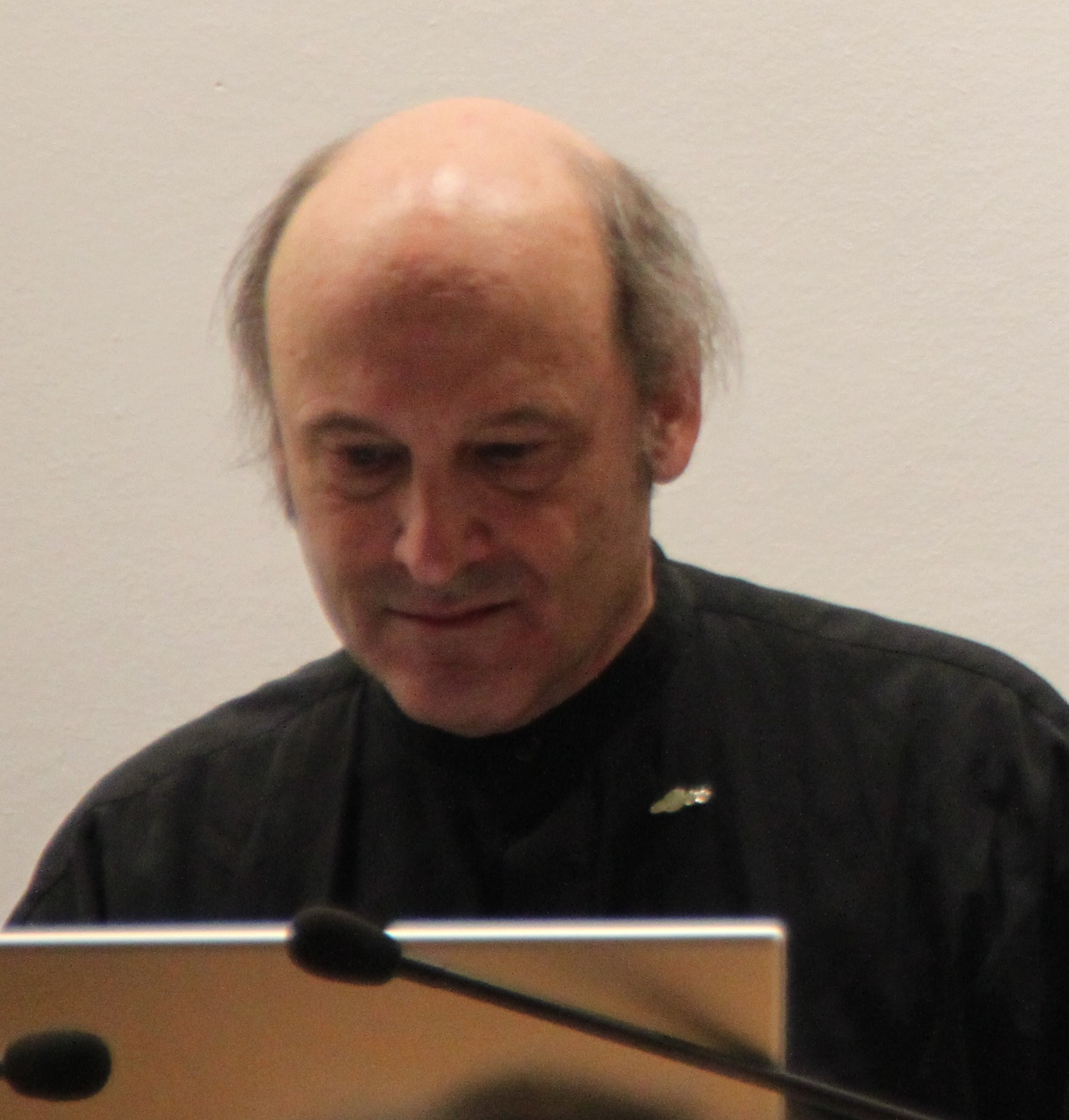
Chris Crawford, 2011

クリス・クロフォード（Chris Crawford、1950年6月1日 - ）は1980年代の著名なゲームをデザインし、The Journal of Computer Game Design誌の立ち上げやComputer Game Developers Conferenceの組織を発足させたゲームデザイナー、ゲーム関連書籍の執筆者である。
1972年にカリフォルニア大学デービス校で物理学の理学士、1975年にミズーリ大学コロンビア校で物理学の修士号を取得した後、コミュニティ・カレッジおよびカルフォルニア大で教鞭をとったが、1979年にアタリに入社、趣味だったゲームデザインに仕事として関わるようになる。
アタリでは（ベストセラーゲームのEastern Frontを含む）いくつかのゲームに携わりながら、Games Research Groupのマネージャーとして「The Art of Computer Game Design」を執筆した。
1983年から1984年のビデオゲーム業界史上空前の売上不振（俗にいうアタリショック）により解雇され、その後はフリーランスとして高い評価をえてベストセラーとなったバランス・オブ・パワー（25万本に達する売上を上げた）や、商業的には危険な、しかしながら新規性の強いアイデア（Patton Versus Rommelにおける「戦場の霧」の概念など）を持ったストラテジーゲームを続けて世に送り出している。
毎年一万人を超える参加者が集まるGame Developers Conference(GDC)は1987年にクロフォードのリビングルームにゲームデザイナーを集めて行われた会合が始まりである。以来GDCはゲーム業界においてイベントとして急速に規模を拡大させていったが、クロフォード自身はGDCの場からは退くことになった。
1992年以降はStorytron（当初はErasmatron）というコンピューター上でストーリー世界を構築するオーサリングツールに携わっている。このStorytronics development system(SWAT)のプレアルファ版がリリースされており、アルファ版は2006年秋になる見込み。

## 書籍
- The Art of Computer Game Design (1982年)
  - 邦訳（オンラインで公開）： クロフォードのゲームデザイン論
- Balance of Power (1986年)
  - 邦訳：バランス・オブ・パワー　デザイナーズノート ISBN 4893662406
- The Art of Interactive Design (No Starch Press, 2002年) ISBN 1-886411-84-0、
  - 邦訳：クロフォードのインタラクティブデザイン論 （2004年） ISBN 4274065944
- Chris Crawford on Game Design (New Riders Press, 2003年) ISBN 0-13-146099-4
- Chris Crawford on Interactive Storytelling (New Riders Press, 2004年) ISBN 0-321-27890-9